# Empire of the Petal Throne
Empire of the Petal Throne è un gioco di ruolo science fantasy scritto da M. A. R. Barker e basato sull'ambientazione fittizia di Tékumel. Pubblicato nel 1975 dalla TSR, nel corso degli anni molti editori hanno pubblicato materiale per questa ambientazione, i cui diritti sono però sempre rimasti nelle mani del suo autore. Alla morte di Barker nel 2012 questi sono passati alla Tékumel Foundation.

## Ambientazione
Tékumel è un'ambientazione science fantasy collocata 60.000 anni nel futuro. L'umanità si è espansa nello spazio, colonizzando tra gli altri il quarto pianeta di Nu Ophiuchi insieme ad alcuni alleati alieni. Il pianeta è stato terraformato limitando le forme di vita indigene a piccole enclave isolate. Un disastro rimasto sconosciuto trasporta però il sistema di Nu Ophiuchi ed i suoi pianeti in un'altra dimensione, isolando gli abitanti della colonia dal contatto con altri pianeti.
A causa di questo cataclisma cosmico, per la civiltà di Tékumel inizia un declino che la riporta ad un livello tecnologico medievale, in cui però sono presenti le rovine delle civiltà tecnologiche, i cui artefatti sono interpretati come oggetti magici. Il declino viene accelerato dall'evasione delle specie intelligenti native, gli Hlüss e i Ssú, che evadono dalle loro riserve e scatenano una guerra per la riconquista del pianeta. Sempre a causa della crisi avvengono numerosi altri cambiamenti, gli esseri umani scoprono che possono attingere a forze ultraplanari che vengono viste come forze magiche. Inoltre iniziano a stringere patti con quelli che sono considerati demoni (in realtà potenti esseri extradimensionali). Il progresso scientifico inizia a stagnare e la conoscenza viene tramandata da una generazione alla successiva senza importanti variazioni dalla tradizione.
L'ambientazione si situa decine di migliaia di anni dopo il disastro, cinque grosse civilizzazioni umane in lotta per la supremazia occupano la maggior parte del continente settentrionale, insieme a vari alleati non umani.

## Regolamento di gioco
Il regolamento pubblicato dalla TSR nel 1975 è un chiaro derivato da Dungeons & Dragons: i personaggi sono definiti da sei attributi (con "abilità psichica" al posto della saggezza) che vengono però determinati da un tiro di dado percentuale. Ogni personaggio deve scegliere una professione (guerriero, prete o mago) che equivale ad una delle classi di D&D. I maghi possono imparare incantesimi di qualunque livello, ma sono limitati nel lanciare incantesimi da una probabilità di fallimento (inizialmente del 60%) che diminuisce man mano che salgono di livello e da un periodo minimo di tempo che deve trascorrere tra il lancio di un incantesimo di un certo livello e il lancio di un altro. Il sistema di combattimento prevede la possibilità di successi critici che possono causare doppio danno o uccidere all'istante l'avversario.
Per introdurre gradualmente i giocatori alla novità dell'ambientazione il manuale suggerisce che i loro personaggi siano tutti barbari appena giunti nella grande città portuale di Jakálla e che alloggino nel quartiere degli stranieri, per essere contattati da nobili tsolyáni (personaggi non giocanti) per assegnare loro delle missioni, come ritrovare un artefatto in un tempio abbandonato o gladiatori per combattere nell'arena.
L'edizione Swords & Glory pubblicata dalla Gamescience ampliò di molto il regolamento originario aggiungendo nuove classi ed abilità e dettagliando maggiormente il sistema magico, ma un sistema rimasto incompleto, poiché il testo del terzo volume dedicato al Dungeon Master andò distrutto insieme al magazzino della Gamescience.

## Storia editoriale

### Origini
L'ambientazione di Tékumel è stata creata da M. A. R. Barker, un linguista specializzato in lingue dell'Asia meridionale, nel corso di diversi decenni a partire da quando aveva circa dieci anni, come sfogo per la sua fantasia, una forma elaborata di "facciamo finta che". Barker ricorda di aver già creato una prima grammatica dello tsolyáni, la lingua dell'ambientazione, mentre era alle superiori. La creazione di Barker divenne non semplicemente un mondo fantasy, ma un contesto per le lingue artificiali da lui ideate e sviluppati in parallelo dalla metà alla fine degli anni quaranta, molto prima della pubblicazione del gioco di ruolo
La lingua più significativa creata da Barker per la sua ambientazione è lo tsolyáni, che ha elementi di urdu, pashtu e maya. Di questo ha scritto il dizionario, guide all'apprendimento, ne ha registrato la pronuncia e preparato un corso. È allo scopo di dare la profondità necessaria ai suoi linguaggi che Barker sviluppò intere culture, storie, stili di vestiario e architettonici, armi, codici legali, demografia, tattiche militari e così via, ispirandosi alle mitologie indiane, del Medio oriente, egiziane e mesoamericane, in contrasto con la maggior parte delle ambientazioni fantasy generalmente basate sulla mitologia europea. Barker sviluppò altri linguaggi per Tékumel per esempio yán koryáni e livyáni (le lingue parlate in due altri imperi di Tékumel), l'engsvanyáli (una lingua morta radice di altri lingue di Tékumel) e sunúz (una lingua morta usata per le stregonerie).
Nei primi anni cinquanta mentre frequentava l'università iniziò a scrivere dei racconti ambientati in Tékumel e sperimentò con l'usarla come sfondo per le sue partite a wargame tridimensionali. Con la pubblicazione di Dungeons & Dragons trovò i giochi di ruoli ancora più adatti per ricreare la sua ambientazione e iniziò a utilizzare ad ambientare avventure in Tékumel, sviluppando quindi un proprio regolamento che propose alla TSR.

### Pubblicazione del gioco
Empire of the Petal Throne fu il terzo gioco di ruolo pubblicato dalla TSR ed il primo ad offrire un mondo ricco e dettagliato che espandeva l'orizzonte di gioco al di fuori dei sotterranei, ma a parte alcuni articoli su Dragon non fu supportato da altri prodotti.. L'inconsistente supporto da parte della TSR e il costo d'acquisto portarono a un rapido declino della sua popolarità.
Alcuni manuali, di ambientazione non di gioco, furono stampati alla fine degli anni settanta dalla Imperium Publishing, quindi nel 1980 la TSR cedette i diritti sul gioco alla Gamescience di Lou Zocchi. Questi inizialmente concesse alla Judges Guild la licenza per la pubblicazione dell'avventura The Nightmare Maze of Jigrésh (Michael E. Mayeau, 1981) e nel frattempo la Adventure Games di Dave Arneson proseguì nel 1981 la pubblicazione di materiale non di gioco di Tékumel, riprendendo da dove era stato lasciato dalla Imperium Games, seguita dalla The Tékumel Journal dal 1982 al 1984.
La Gamescience pubblicò nel 1983 Swords & Glory Volume 1: Tékumel Sourcebook, un corposo manuale di ambientazione, seguito nel 1984 da Swords & Glory Volume 2: Tékumel Player’s Handbook, una revisione completa del regolamento di gioco che divenne molto più simulativo, come altri giochi dell'epoca.. Il nuovo regolamento fu un successo e vendette molto bene, ma nel 1985 il magazzino della Gamescience fu distrutto dall'uragano Helena e con esso le scorte di manuali e la bozza del terzo manuale della serie Swords & Glory che era destinato ai master. Mentre la Gamescience si riprendeva dal disastro dovette sospendere le pubblicazioni legate a Empire of the Petal Throne e nel frattempo scadde la licenza di pubblicazione.
La licenza fu acquisita nel 1987 da Tadashi Ehara, per conto della Sleuth Publications, ma che ben presto fondò una sua compagnia, la Different Worlds Publications, portando con sé la licenza per Empire of the Petal Throne Comunque si limitò alla ristampa di Swords & Glory Volume 2: Tékumel Player's Handbook suddiviso in tre volumi, di cui soltanto i primi due furono realmente pubblicati, prima di cedere la licenza alla Theatre of the Mind Enterprises.
La Theatre of the Mind Enterprises ristampò il The Book of Ebon Bindings (un manuale sulla demonologia in Tékumel già pubblicato nel 1978 dell'Imperium Publishing) prima di stampare Gardásiyal: Deeds of Glory (M.A.R. Barker, Neil R. Cauley), la terza edizione del gioco di ruolo tra il 1992 e il 1994.
La licenza passò quindi alla Tito’s House of Games, che tra il 1997 e il 2002 ristampò diversi manuali, tra cui anche il terzo manuale non stampato dalla Different Worls. Infine nel 2005 la Guardians of Orders pubblicò Tékumel: Empire of the Petal Throne (M.A.R. Barker, Patrick Brady, Joe Saul, Edwin Voskamp) basato sul suo sistema universale Tri-Stat dX.

## Pubblicazioni
Complessivamente sono stati pubblicati quattro regolamenti diversi per l'ambietazione di Tékumel, ma molto del materiale pubblicato per l'ambientazione non è specifico di un particolare sistema.

### Empire of the Petal Throne
- M.A.R. Barker (1975). Empire of the Petal Throne. TSR. Set in scatola contenente un manuale di 120 pagine, un libretto di 4 pagine e tre grandi mappe a colori. Disegni di David C. Sutherland III[18]
- Michael E. Mayeau (1981). The Nightmare Maze of Jigrésh. Judges Guild. Avventura[19].

### Swords & Glory
- M.A.R. Barker (1983). Swords & Glory, Vol. 1 - Tékumel Source Book: The World of the Petal Throne. Set in scatola con mappe che descrive approfonditamente l'impero di Tékumel. Ristampato dalla Gamescience nel 1983 come manuale singolo[19].
- M.A.R. Barker (1984). Swords & Glory, Vol. 2 - Tékumel Player's handbook for Adventures in Tékumel. Gamescience. Set in scatola con un manuale di 240 pagine, due libretti di 16 e 12 pagine, scheda del personaggio e dadi. Revisione completa ed ampliamento delle regole originali pubblicate dalla TSR[18].
- Mark Pettigrew (1984). A Jakállan Intrigue. Tékumel Games. Avventura[19].
- Thomas Thompson (1985). Swords & Glory: Index to Volume One: The Source Book. Tita's House of Games. Un indice del contenuto di Swords & Glory, Vol. 1. Autopubblicato. Ristampato dalla Tita's House of Games nel 1997.
- M.A.R. Barker (1987). Swords & Glory, Vol. 1 - Tékumel Source Book: The World of the Petal Throne. Book 1. Different Worlds Publications. Ristampa del primo terzo di Swords & Glory, Vol. 1 del 1983[19].
- M.A.R. Barker (1987). Swords & Glory, Vol. 1 - Tékumel Source Book: The World of the Petal Throne. Book 2. Different Worlds Publications. Ristampa del secondo terzo di Swords & Glory, Vol. 1 del 1983[19].
- Mark Pettigrew (1984). Tomb Complex of Nereshámbo. Tékumel Games[20].

### Gardásiyal: Deeds of Glory
- M.A.R. Barker (1992). Adventures on Tékumel, Part One: Growing Up On Tékumel. Theatre of the Mind Enterprises. Creazione del personaggio[21]
- M.A.R. Barker (1992). Adventures on Tekumel, Part Two/Volume One:. Theatre of the Mind Enterprises. Avventure in solitario[21].
- M.A.R. Barker (1992). Adventures on Tekumel, Part Two/Volume One: Coming of Age in Tékumel. Theatre of the Mind Enterprises. Avventure in solitario[21].
- M.A.R. Barker e Victor Raymond (1992). The Tékumel Bestiary. Theatre of the Mind Enterprises[21]..
- M.A.R. Barker (1994). Adventures on Tekumel, Part Two/Volume Three: Beneath the Lands of Tsolyánu. Theatre of the Mind Enterprises. Avventure in solitario[21].
- M.A.R. Barker e Neil R. Cauley (1994). Gardásiyal: Deeds of Glory. Theatre of the Mind Enterprises. Box in scatola contenente il regolamento e l'ambientazione, per giocare erano però necessarie comprare a parte le regole di creazione del personaggio e il bestiario[21].

### Tékumel: Empire of the Petal Throne
- Tekumel: Empire of the Petal Throne, published in 2005 by Guardians of Order.[22]

### Non legati a un sistema
Molto del materiale pubblicato per Empire of the Petal Throne è stato di ambientazione generica e non legato a un sistema preciso.
- M.A.R. Barker (1978). Books of Ebon Binding. Imperium Publishing Company. Supplemento sulla demonologia. Ristampato dalla Adventure Games nel 1979 e nel 1981[19]. Ristampato dalla Theatre of the Mind Enterprises nel 1991.
- M.A.R. Barker (1981). Deeds of the Ever-Glorious: Histories of the Tsolyáni Legions. Tékumel Games. Ristampato dalla Adventure Games nel 1981[19]. Ristampato dalla Tita's House of Games nel 2007.
- M.A.R. Barker (1981).  The Yán Koryáni Alliance. Adventure Games[20].
- Curtis Scott (1982). The Tsolyáni Primer. The Tékumel Journal. Introduzione al linguaggio tsolyáni.
- M.A.R. Barker (1978). The Tsolyáni Language. Tékumel Games. Due volumi (manuale di grammatica e pronuncia dello tsolyáni), edizione con o senza cassette audio. Ristampato nel 1981 dalla Adventure Games[20]. Ristampato dalla Tita's House of Games nel 1999.
- Craig Smith (1979). Northwest Frontier Map. Adventure Games. Ristampato nel 1981 dalla Adventure Games[19]. Ristampato dalla House's of Tita nel 2007.
- John E. Tiehen (1986). Art of Tactical Sorcery. Tékumel Games. Regole per la magia sia nel gioco di ruolo che nel wargame tridimensionale Swords and Glory[19].
- M.A.R. Barker (1986). The Gazetteer of the Northwest Frontier Map Set. Tékumel Games[19]. Ristampato dalla House's of Tita nel 2007.
- Donald A. Kaiser (1989). An Introduction to Tékumel. 1989. Autopubblicato. Ristampato dalla House of Tita nel 2002.
- Robert Dushay (2001). The U-Con Conversations 1998 & 1999 with M.A.R. Barker. Trascrizione di interviste con M.A.R. Barker su Tékumel
- (2002). The U-Con Conversations 2000 & 2001 with M.A.R. Barker. Tita's House of Games. Trascrizione di interviste con M.A.R. Barker su Tékumel
- Robert Alberti e M.A.R. Barker (2002). Mitlanyál Volume 1: The Gods of Stability. Zottola Publishing
- Robert Alberti e M.A.R. Barker (2002). Mitlanyál Volume 2: The Gods of Change. Zottola Publishing

La serie delle Armies of ... consiste in volumetti principalmente indirizzati ai wargamisti che descrivono gli eserciti dei vari imperi, le loro tattiche e una guida a dipingere le miniature, ma comprendono anche materiale di background sull'ambientazione.
- M.A.R. Barker (1978). Armies of Tékumel. Vol. I, Tsolyámu. Imperium Publishing Company. Ristampato dalla Adventure Games nel 1981[18]. Ristampato dalla Tita's House of Games nel 2008.
- M.A.R. Barker (1981). Armies of Tékumel. Vol. II, Yán Kór and Allies. Adventure Games.[18] Ristampato dalla Tita's House of Games nel 2007.
- M.A.R. Barker e Robert Brynildson (1983). Armies of Tékumel. Vol. III, Mu'ugalavyá. The Tékumel Journal[18]. Ristampato dalla House's of Tita nel 2007.
- M.A.R. Barker e Robert Brynildson (1983). Armies of Tékumel. Vol. IV, Salarvyá. The Tékumel Journal.[23]. Ristampato dalla House's of Tita nel 2007.
- M.A.R. Barker e Robert Brynildson (1983). Armies of Tékumel. Vol. V, Livyánu and Tsoléi. The Tékumel Journal.[19] Ristampato dalla House's of Tita nel 2007.
- M.A.R. Barker, Robert Brynildson (1998). The Armies of Tékumel Vol VI: Shényu. Tita's House of Games.

## Altri prodotti

### Wargame
- David C. Sutherland III (1977). Legions of the Petal Throne. TSR
- Gary Rudolph (1978). Missum!. Imperium Publishing Company
- M. A. R. Barker e Jeff Berry (1983). Qadardalikoi. Tékumel Games.

Al 2014 una linea di miniature per il gioco è pubblicata dalla Eureka Games australiana.

### Romanzi
- M.A.R. Barker (1984). The Man of Gold. DAW Books
- M.A.R. Barker (1985). Flamesong. DAW Books
- M.A.R. Barker (2001). Lords of Tsámra. Zottola Publishing
- M.A.R. Barker (2002). Prince of Skulls. Zottola Publishing
- M.A.R. Barker (2003). A Death of Kings. Zottola Publishing

### Riviste
- The Eye of the All-Seing Wonder. Fanzine pubblicata nel Regno Unito, sei numeri annuale dal 1992 al 1996.[24]
- Seal of the Imperium. Un unico numero pubblicato dalla Tita's House of Games nel 2000